# 林红玉 (1970年)
林红玉（1970年6月—），男，汉族，山东荣成人，中华人民共和国政治人物。1989年7月参加工作，1995年12月加入中国共产党，山东省委党校大学学历。

## 人物履历
2004年12月，任荣成市副市长、石岛管理区管委会主任。2005年12月，任中共荣成市委常委、石岛管理区工委书记（2007年1月起兼任石岛管理区管委会主任，2007年11月起兼任威海工程技术学院党委副书记，2007年11月至2009年9月兼任威海市政府副秘书长）。2009年12月，任中共荣成市委副书记、威海工程技术学院党委副书记。
2010年12月，任中共威海市环翠区委副书记、代区长（2011年2月当选区长）。2013年5月，任中共威海市环翠区委书记。主政期间，因为表现优异，曾于2015年6月获中共中央组织部授予「全国优秀县委书记」称号。
2015年8月，任中共潍坊市委常委、组织部部长（2018年9月起兼任寿光市委书记）。2018年12月，任中共潍坊市委副书记、组织部部长、寿光市委书记（2019年5月起不再兼任潍坊市委组织部部长）。
2020年4月，任中共济宁市委副书记、代市长（同年7月当选市长）。2021年3月，任中共济宁市委书记。2024年7月，跨省出任山西省人民政府副省长。